# 姫路フォーラス
姫路フォーラス（ひめじフォーラス、Himeji Forus）は、兵庫県姫路市のおみぞ筋にあったファッションビルであり、フォーラスブランドの1つ。

## 概要
ファッションビル「フォーラス」の第2号店として1987年（昭和62年）3月に開業。EASTとWESTの2棟で構成されていた。2016年（平成28年）1月の閉店時点で約110の専門店が入居しており、WESTの7階には映画館のシネパレス山陽座があった。
なお、フォーラスのロゴ刷新に伴い、EASTの看板は現行のロゴに変更されたが、WESTの看板は旧ロゴのまま変更されず、閉店まで旧ロゴと現行ロゴが併用されていた。

## 沿革
- 1932年（昭和7年） - 株式会社姫路興業社（のちの運営会社「株式会社ハリマ企業」の前身／現：アースシネマズ）が演劇場「万松座」を買収すると、映画館「山陽座」とする[3][4][5]。山陽座が開業するまでの姫路市内の映画館は、白鷺館（1908年開業）、松竹座（1930年開業）、南座、日吉館の計4館しかなかった。
- 1945年（昭和20年） - 姫路空襲により初代劇場が焼失したことを機に、現在地に移転[3]。
- 1970年（昭和45年） - 2代目山陽座を取り壊す[3]。
- 1971年（昭和46年）6月[1] - ジャスコ姫路店 西館開業[6]。同店内に山陽座2スクリーンが入居し再出発する[4]。
- 1972年（昭和47年）11月 - ジャスコ姫路店 東館開業[2]。
- 1982年（昭和57年） - 山陽座が3スクリーン体制となる[3]。
- 1984年（昭和59年） - 山陽座が現在の4スクリーンとなり、「シネパレス山陽座」となる[3]。
- 1987年（昭和62年）3月 - 姫路フォーラスWEST開業（ジャスコ姫路店 西館を業態転換）[7]。
- 1994年（平成6年）3月 - 姫路フォーラスEAST開業（ジャスコ姫路店 東館を業態転換し増床）[7]。
- 2016年（平成28年）1月31日：周辺の再開発や売上半減などを理由に閉店[7][8][9]。ジャスコ姫路店時代から45年、山陽座時代から通算84年の歴史に幕を下ろし、建物は同年8月に解体された[10]。

## 周辺
EASTとWESTの間を小溝筋商店街が南北に貫く。みゆき通りには及ばないものの、近年では、アーケードの改装や中心市街地活性化法の施行により、かつての賑わいを取り戻しつつある。

## 跡地
都市環境開発と四国旅客鉄道が手掛けた分譲マンション「姫路ザ・レジデンス」となっている。

### 近隣の百貨店・ショッピングセンター
- 山陽百貨店
- ヤマトヤシキ(2018年2月28日閉館)